# Anoxia villosa
Anoxia villosa é uma espécie de insetos coleópteros polífagos pertencente à família Melolonthidae.
A autoridade científica da espécie é Fabricius, tendo sido descrita no ano de 1781.
Trata-se de uma espécie presente no território português. É conhecida como abelha-de-São-Pedro.